# لخبة بونينية
اللخبة البونينية (الاسم العلمي:Livistona boninensis) هي نوع من النباتات تتبع جنس اللخب من الفصيلة الفوفلية.